# Gilbert White
Gilbert White (Selborne, Hampshire, 18 de julho de 1720 – 26 de junho de 1793) foi um "pároco naturalista", um naturalista, ecologista e ornitólogo inglês pioneiro. Ele é mais conhecido por sua The Natural History and Antiquities of Selborne.

## Vida

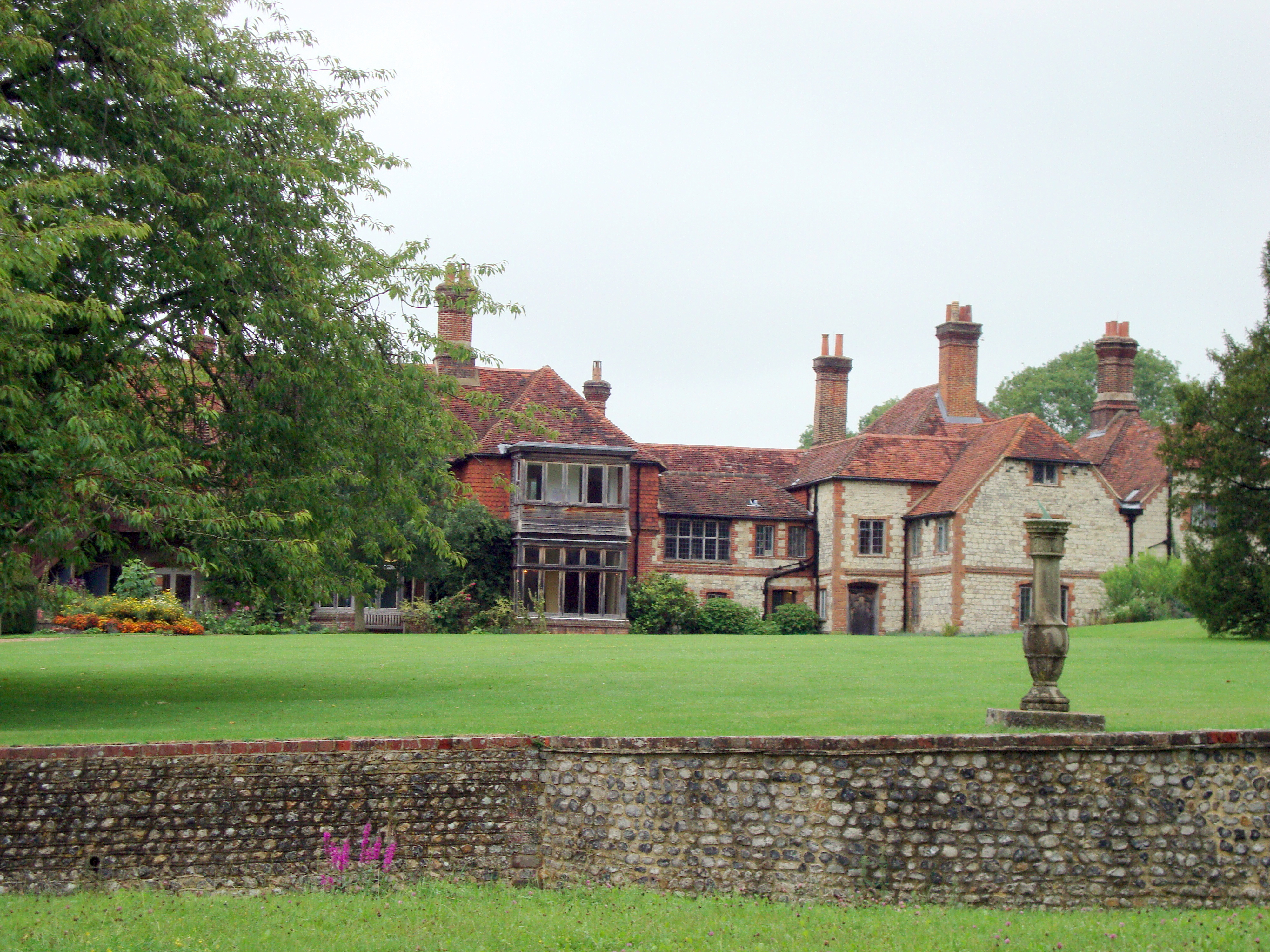
A casa de Gilbert White, The Wakes, agora um museu, vista dos jardins dos fundos em 2010

White nasceu em 18 de julho de 1720 no vicariato de seu avô em Selborne em Hampshire. Seu avô, também Gilbert White era na época vigário de Selborne. Os pais de Gilbert White eram John White (1688-1758), um advogado treinado e Anne Holt (falecido em 1740). Gilbert era o mais velho de oito irmãos sobreviventes, Thomas (n. 1724), Benjamin (n. 1725), Rebecca (n. 1726), John (n. 1727), Francis (n. 1728/9), Anne (n. 1731) e Henry (n. 1733). A família de Gilbert viveu brevemente em Compton, Surrey, antes de se mudar para 'The Wakes' em 1728, que seria sua casa pelo resto de sua longa vida.
Gilbert White foi educado em Basingstoke por Thomas Warton, pai de Joseph Warton e Thomas Warton, que teriam sido colegas de escola de Gilbert. Também há sugestões de que ele pode ter frequentado a Escola do Espírito Santo antes de ir para Oriel College, Oxford em dezembro de 1739. Ele se formou como Bacharel em Artes em junho de 1743. Em março de 1744 foi eleito bolsista de o Colégio. Em outubro de 1746 tornou-se Mestre em Artes.
White obteve as ordens de seu diácono em 1746, sendo totalmente ordenado em 1749, e subsequentemente manteve vários vicariatos em Hampshire e Wiltshire, incluindo as paróquias vizinhas de Newton Valence e Farringdon de Selborne, bem como a própria Selborne em quatro ocasiões distintas. Em 1752/53 White ocupou o cargo de Junior Proctor em Oxford e foi decano de Oriel. Em 1757, tornou-se cura perpétua não residente de Moreton Pinkney em Northamptonshire. Após a morte de seu pai em 1758, White voltou para a casa da família em The Wakes em Selborne, que acabou herdando em 1763. Em 1784, tornou-se coadjutor de Selborne pela quarta vez, permanecendo assim até sua morte. Tendo estudado na mais prestigiosa Oriel, a mando de seu tio, ele era inelegível para ser considerado para a vida permanente de Selborne, que foi doação do Magdalen College.
White morreu em 1793 e foi enterrado no cemitério da Igreja de Santa Maria, Selborne.

## O naturalista
White é considerado por muitos como o primeiro ecologista da Inglaterra e um dos que moldaram a atitude moderna de respeito pela natureza. Ele disse sobre a minhoca:
As minhocas, embora pareçam ser um pequeno e desprezível elo na cadeia da natureza, ainda assim, se perdidas, criariam um lamentável abismo. [...] os vermes parecem ser os grandes promotores da vegetação, que continuaria, mas sem eles...
O posterior naturalista Charles Darwin, quando questionado em 1870 sobre livros que o impressionaram profundamente em sua juventude, mencionou os escritos de White. No entanto, no livro de Darwin, The Formation of Vegetable Mold: Through the Action of Worms, with Observations of their Habits (1881), não há reconhecimento do trabalho anterior de White em The Natural History and Antiquities of Selborne sobre o significado de minhocas na criação e manutenção da camada superficial do solo. Tem sido argumentado que Darwin pode não ter proposto a teoria da evolução sem o trabalho de campo pioneiro de White estabelecendo a importância da observação próxima.
Em vez de estudar espécimes mortos, White observou pássaros e animais vivos em seus próprios habitats por muitos anos; criando um 'novo tipo de zoologia, científica, precisa e baseada no acúmulo constante de detalhes'. A História Natural representa uma mudança para um envolvimento holístico e baseado em evidências, aquecido pela empatia. Após quase 40 anos de observações, White reconheceu que pássaros e animais têm vida interior. Ele baseou seu trabalho em registros precisos (embora aleatórios) de eventos, classificando, medindo, analisando dados, fazendo deduções a partir de observações e experimentando. Ele foi "um dos primeiros escritores a mostrar que era possível escrever sobre o mundo natural com uma visão nova e intensamente pessoal, sem de forma alguma sacrificar a precisão". Assim, Richard Mabey cita White: 'Durante este tempo adorável, os rebanhos de andorinhas na Igreja e na torre eram muito bonitos e divertidos! Quando eles voaram juntos do telhado, ao menor alarme, eles enxamearam no ar. Mas eles logo se acomodaram novamente em montes nas telhas; onde alisando suas penas para admitir os raios do sol, eles pareciam gostar muito da situação quente.’ A perspectiva científica de White foi influenciada por sua teologia. Ele não tinha grandes teorias, planejava experiências e as reproduzia como um cientista moderno faria: ele era mais livre e, possivelmente, como consequência mais atraente como escritor.
White e William Markwick coletaram registros das datas de emergência de mais de 400 espécies de plantas e animais, White registrando em Hampshire e Markwick em Sussex entre 1768 e 1793. Esses dados, resumidos em The Natural History and Antiquities of Selborne, foram os primeiros e os mais recentes datas para cada evento durante o período de 25 anos, estão entre os primeiros exemplos da fenologia moderna.
O escritor americano de natureza Donald C. Peattie escreve em The Road of a Naturalist sobre a contribuição de White para o interesse público nas aves: "O censo de aves, agora tão amplamente divulgado pela Audubon Society, foi invenção de Gilbert White; ele foi expoente original, tanto quanto eu sei, da observação sazonal estreita da Natureza, um ramo da ciência conhecido pelos pedantes como fenologia. Ele foi o primeiro a perceber o valor no estudo da migração (então um fato disputado) e das bandas ou pássaros cantando, embora tenha sido Audubon quem primeiro realizou o experimento. Nenhum ornitólogo profissional jamais fez tanto para aumentar o interesse pelos pássaros; das páginas de White eles lançam um olhar amigável para nós e saltam de suas folhas bem acima de nossos limites".
'As outras contribuições de White para o campo da história natural são impressionantes, por exemplo, sua observação atenta e registro de eventos ao longo do tempo o levaram a desenvolver a ideia de 'cadeia alimentar', lançando as bases para o estudo moderno da ecologia; ele descobriu uma distinção entre três espécies de pássaros canoros com base em suas diferentes canções; ele foi o pioneiro de teorias modernas sobre o território das aves e seus efeitos sobre a população. Mesmo hoje, a maioria dos naturalistas terá lido White e frequentemente se refere a seu trabalho por seus insights e realizações investigativas.'
Seu diário de 1783-84 corrobora os dramáticos impactos climáticos da 'névoa Laki' vulcânica que se espalhou da Islândia com consequências letais por toda a Europa.
A irmã de White, Anne, era casada com Thomas Barker (1722-1809), chamado de 'O pai da meteorologia', e Gilbert manteve uma correspondência com seu sobrinho Samuel Barker, que também manteve um diário naturalista.

## The Natural History and Antiquities of Selborne

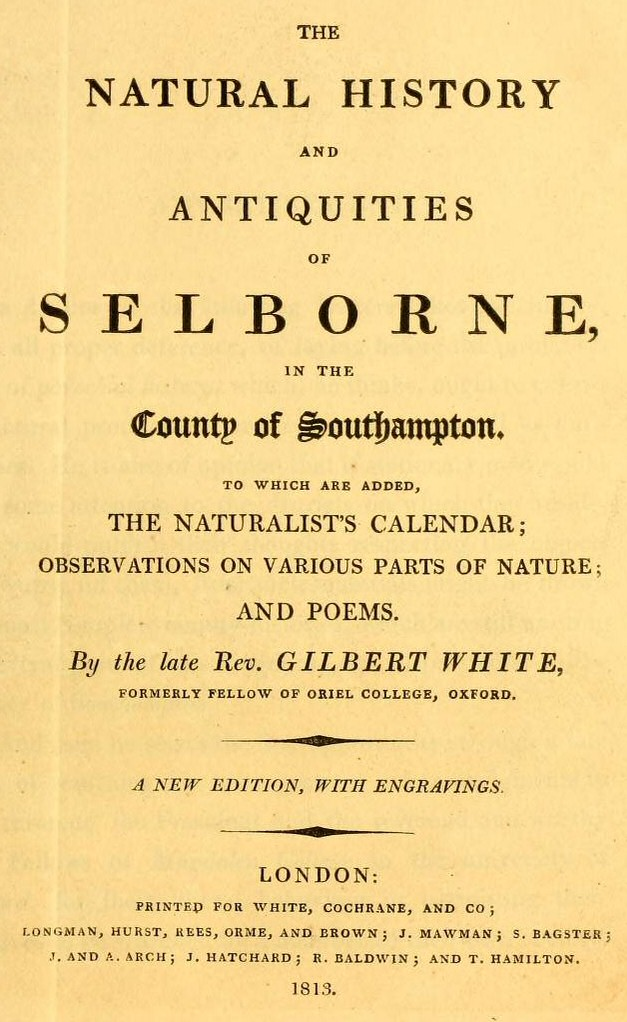
Página de título da Natural History de White, que ele publicou no final da vida.

White é mais conhecido por seu livro The Natural History and Antiquities of Selborne (1789). Este é apresentado como uma compilação de suas cartas a Thomas Pennant, advogado inglês e outro membro da Royal Society, embora algumas das "cartas", como as nove primeiras, nunca tenham sido postadas e tenham sido escritas especialmente para o livro. O livro tem sido continuamente impresso desde sua primeira publicação. Por muito tempo foi considerado, "provavelmente apócrifamente", o quarto livro mais publicado na língua inglesa depois da Bíblia, As obras de Shakespeare e John Bunyan de O Peregrino.

## Trabalhos
- White, Gilbert (1795). A Naturalist's Calendar, with observations in various branches of natural history, extracted from the papers of the late Rev. Gilbert White of Selborne, Hampshire, Senior Fellow of Oriel College, Oxford. Never before published. London: printed for B. and J. White, Horace's Head, Fleet Street. Edited by J. Aikin.